# دهستان میسو
دهستان میسو (استونیایی: Misso vald; وورو: Miss'o vald) یک دهستان در کشور استونی است که در شهرستان وورو واقع شده‌است. این دهستان در ژانویهٔ ۲۰۰۹ میلادی، ۱۸۹٫۳۵ کیلومترمربع مساحت و ۷۸۰ نفر جمعیت داشت.